# Norman Davies
Pour les articles homonymes, voir Davies.

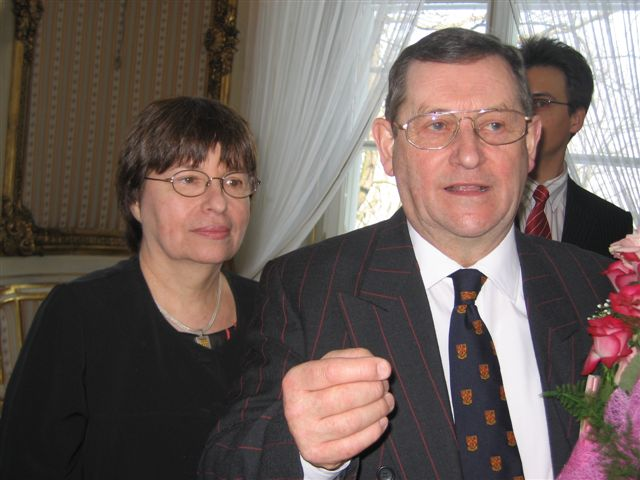
Norman Davies avec sa femme Maria, à Varsovie en 2007.

Ivor Norman Richard Davies, qui signe Norman Davies, né le 8 juin 1939 à Bolton dans le Grand Manchester, est un historien britannique, spécialiste du Royaume-Uni, de la Pologne et de l'Europe.

## Biographie
Il fait ses études au Magdalen College de l'université d'Oxford, à l'université du Sussex, à Grenoble, à Pérouse et à l'université Jagellonne de Cracovie. Sa thèse de doctorat de 1972, qui devait porter sur la guerre russo-polonaise de 1920, prend pour sujet, à la demande des autorités communistes polonaises, les relations entre la Pologne et le Royaume-Uni. De 1971 à 1985, il est professeur à l'université de Londres (School of Slavonic and East European Studies). Il est depuis supernumerary fellow au Wolfson College d'Oxford. Ses ouvrages sont vendus clandestinement en Pologne dans les années 1980.
Vivant à Cracovie, il se marie. « Polonophile » avoué, Norman Davies est membre d'honneur de l'Association des insurgés de Varsovie (Związek Powstańców Warszawskich), chevalier de l'ordre de Saint-Stanislas, docteur honoris causa de l'université de Varsovie, de l'université Marie Curie-Skłodowska, de l'université de Wrocław, de l'université Jagellonne et de Gdańsk. Il est citoyen d'honneur des villes de Cracovie et de Lublin. Il a été décoré de l’ordre Polonia Restituta[réf. à confirmer].
De retour en Europe occidentale, il travaille pour la chaîne BBC, The Independent, The New York Review of Books, ou The Times.
Parmi ses ouvrages les plus connus, on peut citer Powstanie 44 (en anglais, Rising '44) sur l'Insurrection de Varsovie, ou Boże igrzysko (en anglais : God's Playground: a History of Poland) (Histoire de la Pologne, publié en Pologne comme samizdat en deux tomes, puis en un seul après la fin du communisme). Son histoire de Wrocław écrite avec Roger Moorhouse, Microcosm: Portrait of a Central European City, fait référence.
Il est membre[Quand ?] du comité scientifique de la Maison de l'histoire européenne, à Bruxelles[source insuffisante].

## Débat historiographique
Ses positions parfois polémiques ont valu à Davies l'accusation d'antisémitisme et de révisionnisme historique par Lucy Dawidowicz et Abraham Brumberg, et, sous la pression de l'Anti-Defamation League en 1986, ont conduit à ce que lui soit retirée sa chaire de professeur à l'université Stanford. Le New York Times a décrit cet incident comme « soulevant des problèmes inhabituels de liberté académique ». Le journal a également noté que « a souvent été qualifié de principal historien de la Pologne en Occident », mais aussi que Davies a été critiqué par « certains écrivains et historiens juifs ».

### Ouvrages originaux en anglais
- White Eagle, Red Star: The Polish-Soviet War, 1919-20, 1972, (éd. 2004 :  (ISBN 0-7126-0694-7))
- Poland, Past and Present. A Select Bibliography of Works in English, 1977,  (ISBN 0-89250-011-5)
- God's Playground. A History of Poland. Vol. 1: The Origins to 1795, Vol. 2: 1795 to the Present, Oxford, Oxford University Press, 1981,  (ISBN 0-19-925339-0) /  (ISBN 0-19-925340-4).
- Heart of Europe. A Short History of Poland, Oxford, Oxford University Press, 1984,  (ISBN 0-19-285152-7).
  - Heart of Europe: The Past in Poland's Present, Oxford University Press, 2001, États-Unis, nouvelle édition  (ISBN 0-19-280126-0)
- Jews in Eastern Poland and the USSR, 1939–46, Palgrave Macmillan, 1991,  (ISBN 0-312-06200-1)
- Europe: A History, Oxford, Oxford University Press, 1996,  (ISBN 0-19-820171-0)
- Auschwitz and the Second World War in Poland: A lecture given at the Representations of Auschwitz international conference at the Jagiellonian University, Universitas, 1997,  (ISBN 83-7052-935-6)
- Red Winds from the North, Able Publishing, 1999,  (ISBN 0-907616-45-3)
- The Isles. A History, Oxford, Oxford University Press, 1999,  (ISBN 0-19-513442-7)
- (avec Roger Moorhouse), Microcosm: Portrait of a Central European City', Londres, Jonathan Cape, 2002,  (ISBN 0-224-06243-3)
- Rising '44. The Battle for Warsaw., Londres, Pan Books, 2004,  (ISBN 0-333-90568-7)
- Europe East and West: A Collection of Essays on European History, Jonathan Cape, 2006,  (ISBN 0-224-06924-1)
- Europe at War 1939–1945: No Simple Victory, Palgrave Macmillan, 2006,  (ISBN 0-333-69285-3)
- Vanished Kingdoms: The History of Half-Forgotten Europe, Allen Lane, 2011,  (ISBN 978-1-84614-338-0)

### Ouvrages traduits en français
- Histoire de la Pologne [« Heart of Europe. A Short History of Poland »], Fayard, 1984, 542 p. (ISBN 978-2213016948).
- (avec Roger Moorhouse), Microcosme : Portrait d'une ville d'Europe Centrale [« Microcosm: Portrait of a Central European City »], La Contre Allée, 2013, 736 p. (ISBN 978-2917817155).